# Radimovice u Tábora
Radimovice u Tábora (německy Radimowitz bei Tabor) jsou obec v okrese Tábor v Jihočeském kraji. Žije v ní 64 obyvatel.

## Historie
První písemná zmínka o obci pochází z roku 1219.

## Obyvatelstvo
| Rok            | 1869 | 1880 | 1890 | 1900 | 1910 | 1921 | 1930 | 1950 | 1961 | 1970 | 1980 | 1991 | 2001 | 2011 | 2021 |
| -------------- | ---- | ---- | ---- | ---- | ---- | ---- | ---- | ---- | ---- | ---- | ---- | ---- | ---- | ---- | ---- |
| Počet obyvatel | 99   | 107  | 130  | 132  | 131  | 110  | 96   | 92   | 91   | 82   | 65   | 64   | 63   | 69   | 62   |
| Počet domů     | 13   | 15   | 17   | 18   | 18   | 18   | 20   | 22   | 21   | 21   | 20   | 25   | 26   | 27   | 27   |

## Obecní správa
Při sčítání lidu v roce 1869 Radimovice u Tábora patřily jako osada obce ke Klokotům v okrese Tábor. V letech 1880–1921 patřily jako osada obce k Náchodu. V letech 1930–1950 patřil jako osada obce k Nasavrkům. V letech 1961–1980 patřily jako část obce k Radkovu. Od 1. července 1980 do 23. listopadu 1990 patřily jako část obce k Dražicím a od 24. listopadu 1990 jsou samostatnou obcí.

## Galerie

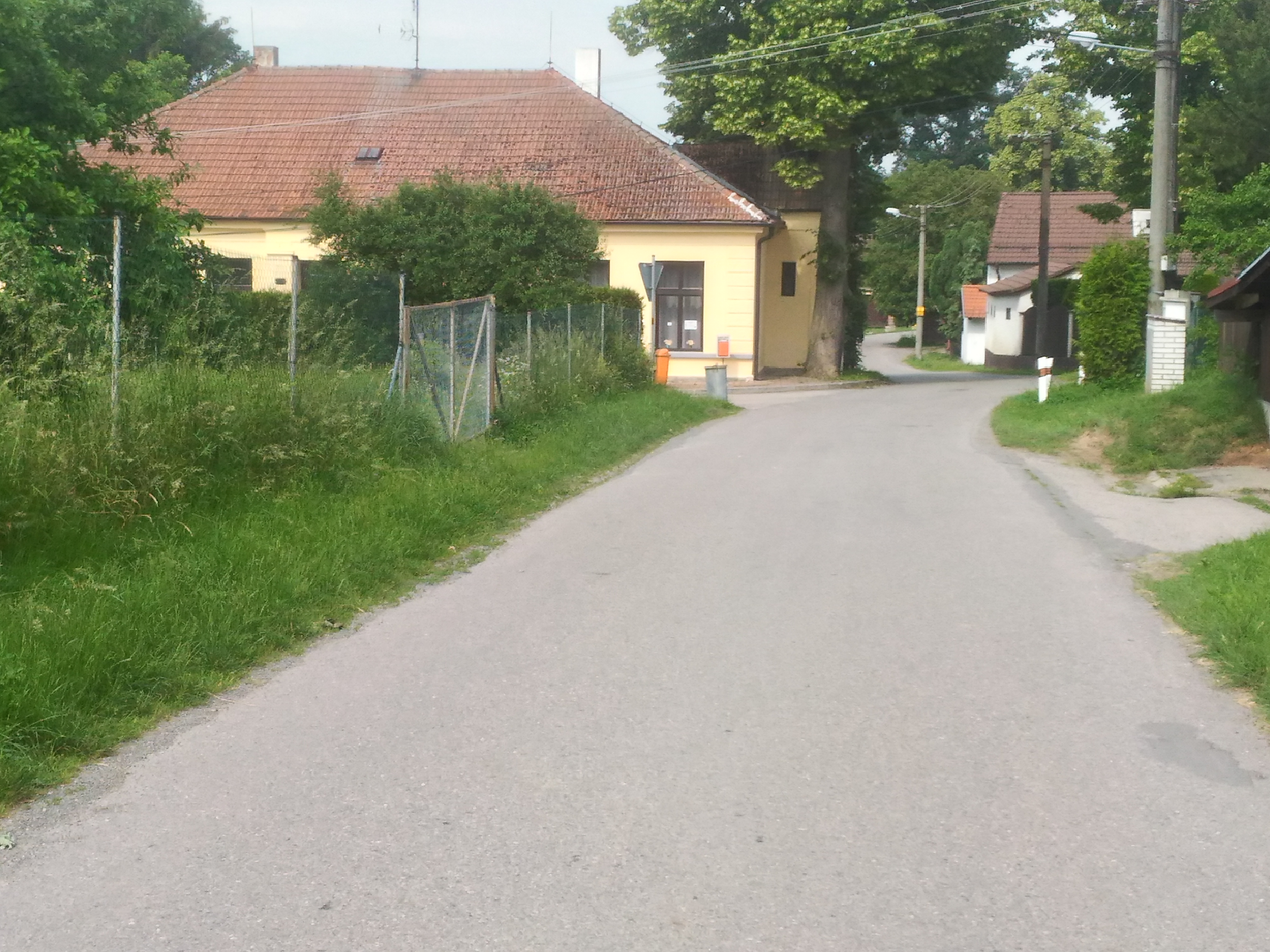
Silnice
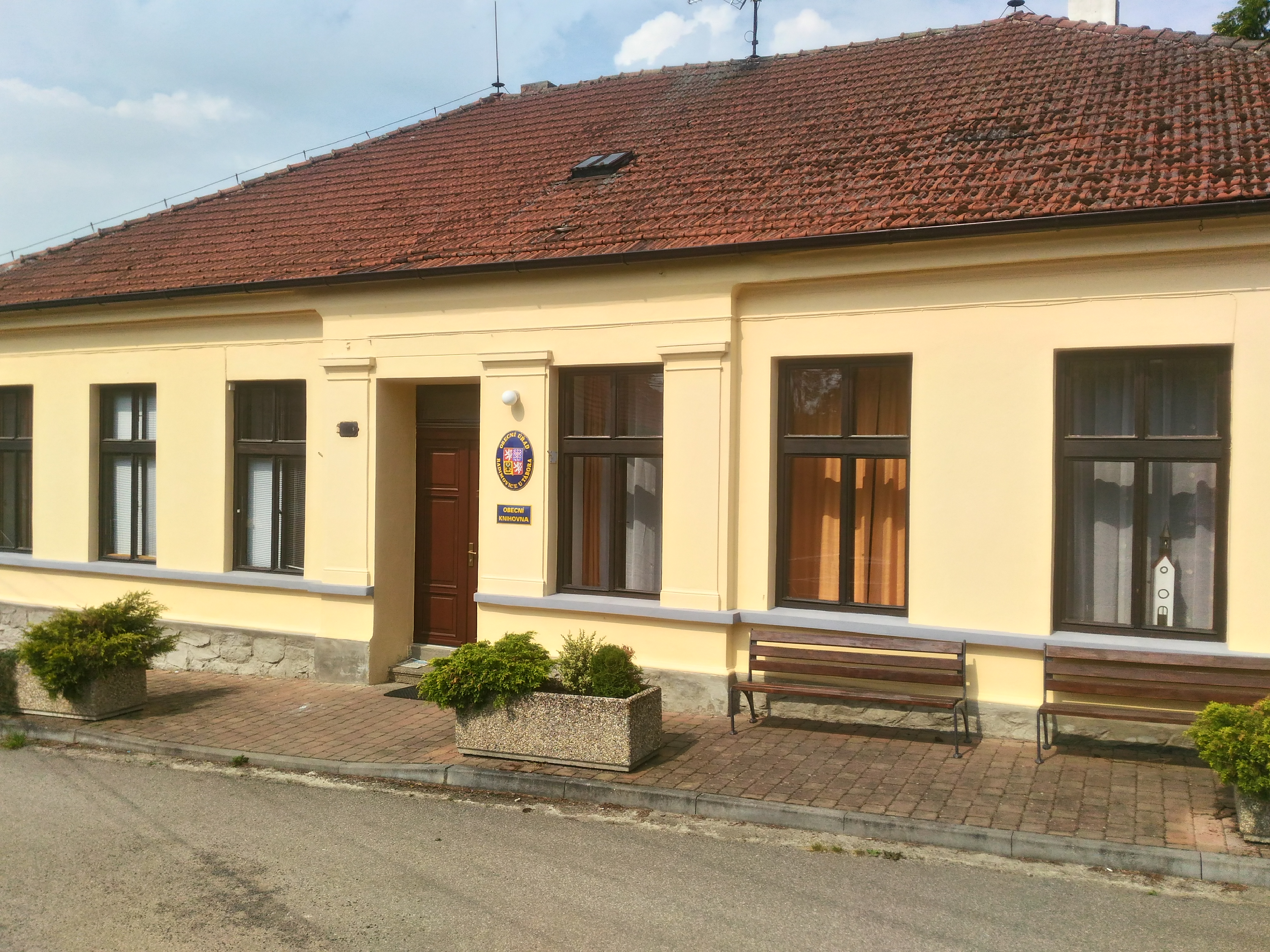
Obecní úřad
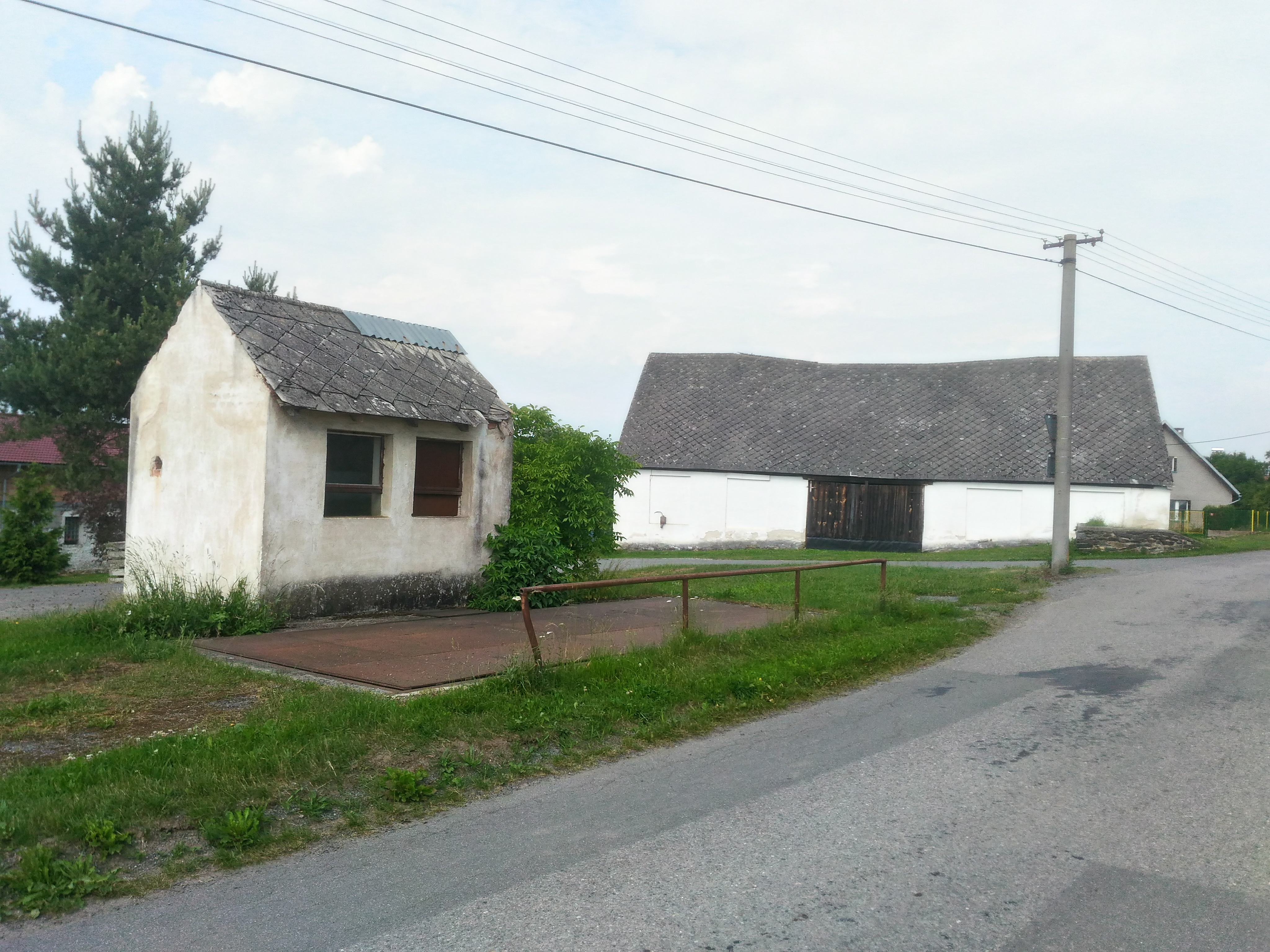
Hospodářské objekty